# Germán Castillo
Germán Pablo Castillo (El Trébol, Provincia de Santa Fe, Argentina; 19 de octubre de 1977) es un exfutbolista y actual director técnico argentino. Jugaba como mediocampista ofensivo o enganche y su primer equipo fue Unión de Santa Fe. Se retiró en Trebolense, club de su ciudad natal de donde surgió como futbolista.
Una vez retirado fue ayudante de campo de Gabriel Perrone en San Martín de San Juan, Olmedo de Ecuador y All Boys. Actualmente trabaja como formador en las divisiones inferiores de Trebolense.

## Clubes

### Como jugador
| Club                        | País      | Año       |
| --------------------------- | --------- | --------- |
| Unión de Santa Fe           | Argentina | 1998-1999 |
| Lanús                       | Argentina | 2000      |
| Unión de Santa Fe           | Argentina | 2000-2001 |
| Gimnasia y Esgrima La Plata | Argentina | 2001-2004 |
| Unión de Santa Fe           | Argentina | 2005      |
| Juventud Antoniana de Salta | Argentina | 2005      |
| Olmedo                      | Ecuador   | 2006      |
| Deportivo Cuenca            | Ecuador   | 2007-2008 |
| Huracán                     | Argentina | 2008      |
| Cerro Porteño               | Paraguay  | 2009      |
| Gimnasia y Esgrima de Jujuy | Argentina | 2009-2010 |
| Macará                      | Ecuador   | 2010-2011 |
| Trebolense                  | Argentina | 2012      |

### Como asistente técnico
| Club                   | País      | Año       |
| ---------------------- | --------- | --------- |
| San Martín de San Juan | Argentina | 2012-2013 |
| Olmedo                 | Ecuador   | 2013-2014 |
| All Boys               | Argentina | 2014-2015 |

## Palmarés
| Título          | Club          | País     | Año  |
| --------------- | ------------- | -------- | ---- |
| Torneo Apertura | Cerro Porteño | Paraguay | 2009 |